# Raisa Bloch
Raisa Nojewna Bloch (ros. Раи́са Но́евна Блох, ur. 29 września 1889 w Petersburgu, zm. 1943 w KL Ravensbrück) – rosyjska poetka, historyczka i tłumaczka.
W latach 1922–1933 przebywała na emigracji w Niemczech, następnie we Francji. Był autorką melodyjnych, klarownych wierszy przepełnionych głęboką nostalgią za Rosją i czasami minionymi, m.in. zbiorów Moj gorod (Berlin 1928), Tiszyna. Stichi 1928-1934 (Berlin 1935). Jako historyczka interesowała się przede wszystkim średniowieczem. Tłumaczyła na niemiecki poezję Jesienina i innych rosyjskich poetów. Zginęła w niemieckim obozie koncentracyjnym.